# Артепе
Артепе (до 1991 года — Новогореловка) — село в Кедабекском районе Азербайджана.

## История
Село основано в 1847 году переселенцами-духоборами из села Горелое Таврической губернии.

## Население
По переписи 2009 года в селе проживает 507 человек.